# Stenopsychodes melanochrysus
Stenopsychodes melanochrysus är en nattsländeart som beskrevs av Tillyard 1922. Stenopsychodes melanochrysus ingår i släktet Stenopsychodes och familjen Stenopsychidae. Inga underarter finns listade i Catalogue of Life.